# Govenia
Govenia is een geslacht met 24 soorten uit de orchideeënfamilie, onderfamilie Epidendroideae.
Het geslacht komt voor in Midden- en Zuid-Amerika en in de Caraïben.

## Naamgeving en etymologie
- Synoniem: Eucnemis Lindl. (1833), Eucnemia Rchb. (1841)

De geslachtsnaam Govenia is een eerbetoon aan J. R. Gowen, een Engels tuinliefhebber.

## Kenmerken
Govenia zijn grote terrestrische of epifytische orchideeën met kolfvormige pseudobulben omgeven door membraneuze bladschedes, waaruit twee tegenoverstaande, gesteelde, dunne maar sterke geaderde bladeren en een bloemstengel met een eindstandige bloemaar ontspringen.
De bloemen zijn zeer gevarieerd van kleur, zelfs binnen één soort, en dragen vrijstaande kelk- en kroonbladen, een smalle bloemlip, een gynostemium met een voet en vier harde pollinia.

## Taxonomie
Govenia wordt tegenwoordig samen met de geslachten Calypso en Corallorhiza en nog enkele ander tot de tribus Calypsoeae gerekend.
Het geslacht telt 24 soorten. De typesoort is G. superba.
- Govenia alba A.Rich. & Galeotti (1845)
- Govenia bella E.W.Greenw. (1987)
- Govenia ciliilabia Ames & C.Schweinf. (1930)
- Govenia dressleriana E.W.Greenw. (1993)
- Govenia elliptica S.Watson (1891)
- Govenia fasciata Lindl. (1843)
- Govenia floridana P.M.Br. (2000)
- Govenia greenwoodii Dressler & Soto Arenas (2002)
- Govenia jouyana R.Gonzalez (1993)
- Govenia lagenophora Lindl. (1839)
- Govenia latifolia (Kunth) Garay & G.A.Romero (1999)
- Govenia liliacea (Lex.) Lindl. (1839)
- Govenia matudae E.W.Greenw. & Soto Arenas (2002)
- Govenia praecox Salazar & E.W.Greenw. (1993)
- Govenia purpusii Schltr. (1918)
- Govenia quadriplicata Rchb.f. (1866)
- Govenia rubellilabia  García-Cruz, Brittonia 58: 259 (2006)
- Govenia sodiroi Schltr. (1921)
- Govenia superba (Lex.) Lindl. (1832)
- Govenia tequilana Dressler & Hágsater (1973)
- Govenia tingens Poepp. & Endl. (1836)
- Govenia utriculata (Sw.) Lindl. (1839)
- Govenia viaria Dressler (2002)
- Govenia vilcabambana Dodson (1994)

Geslachten: Aplectrum · Calypso · Changnienia · Corallorhiza · Cremastra · Dactylostalix · (Didiciea) · Ephippianthus · Govenia · Oreorchis · Tipularia · Yoania · Wullschlaegelia